# هجوم عائلة هاتوئيل
هجوم عائلة هاتويل هو هجوم جاء كرد انتقامي على اغتيالات قادة حماس الشيخ أحمد ياسين وعبد العزيز الرنتيسي، وقعت العملية في 2 مايو 2004، قام بها مسلحان فلسطينيان، حيث قتلا تالي هاتويل وهي إسرائيلية كانت حاملا في شهرها الثامن وبناتها الأربع، الذين تتراوح أعمارهم بين 2-11. وقع الهجوم بالقرب من معبر غوش قطيف من المستوطنات الإسرائيلية في قطاع غزة بالقرب من منزلهم خلال الانتفاضة الثانية. وبعد إطلاق النار على السيارة التي كان تقودها هاتويل مع بناتها، قال شهود إن المقاتلين اقتربوا من السيارة وأطلقوا النار على ركابها مرارًا وتكرارًا من مسافة قريبة.
أعلن تحالف الجهاد الإسلامي ولجان المقاومة الشعبية مسؤوليتهما عن الهجوم، قائلًا إنه تم تنفيذ العملية انتقاما لعمليات الاغتيال التابعة للجيش الإسرائيلي قبل بضعة أسابيع.
صدمت العملية جمهور الشعب الصهيوني، وصنفتها منظمة العفو الدولية باعتباره جريمة ضد الإنسانية. في 6 يونيو 2007 اعتقل الجيش الإسرائيلي «جهاد صلاح سليمان أبو ظاهر»، وهو عضو فلسطيني في الجهاد الإسلامي من منطقة خان يونس، طبقاً لمسؤولو شاباك اعترف العضو بعدة «أعمال عنف»، بما في ذلك الهجوم على هاتويل وبناتها.

## الخلفية
في عام 1992 انتقلت ديفيد وتالي هاتويل من أوفاكيم في جنوب إسرائيل إلى مستوطنة قطيف الإسرائيلية الواقعة في كتلة غوش قطيف في قطاع غزة. كان ديفيد هاتويل على دراية بجوش قطيف بعد أن درس في ييشيفا هناك. بعد 3 سنوات غادر الزوجان لمدة 18 شهرًا لكنهما عادا بمجرد الانتهاء من دراساتهما. عملت تالي كخادمة اجتماعية في المجلس الإقليمي لساحل غزة. تضمن عملها تقديم المشورة للإسرائيليين الذين قتل أقاربهم في النزاع. وعمل ديفيد كمدير مدرسة في عسقلان. كان لديهم أربع بنات وكانت تالي حامل في شهرها الثامن عندما قُتلت.

## الهجوم
يوم الأحد 2 مايو 2004 أقلت هاتويل بناتها من المدرسة وقادتهن مع أختهم البالغة من العمر عامين واتجهت نحو مكان عمل زوجها في عسقلان للقيام بحملة ضد خطة فك الارتباط الأحادية الإسرائيلية. كان أعضاء حزب الليكود يصوتون في ذلك اليوم في استفتاء غير ملزم قانونيًا يجري في جميع أنحاء إسرائيل وفي المستوطنات اليهودية في الأراضي الفلسطينية بناءً على اقتراح أرئيل شارون بفك الارتباط. أثناء سفرها بالقرب من معبر كيسوفيم في الساعة 12:40 مساءً، فتح مسلحان فلسطينيان النار على السيارة، وكانوا قد نصبوا كمينًا بالقرب من الطريق السريع، مما تسبب في انحراف السيارة عن الطريق. ثم اقتربا من السيارة وأطلقوا أسلحتهم من مسافة قريبة على هاتويل وبناتها بشكل متكرر، كما فتح المسلحون النار على مدنيين إسرائيليين من أوهاد في جنوب إسرائيل يستقلون سيارة منفصلة؛ لكن تمكنوا من الفرار وإبعاد المصابين. في وقت سابق حاول فريق سينمائي يعمل في قناة سي إن إن تحذير ومنع مركبات مدنية إسرائيلية من مغادرة غوش قطيف.
قبل عشرين دقيقة من الهجوم تلقت قوات الدفاع الإسرائيلية معلومات عن هجوم محتمل وتم تعزيز القوات في المنطقة، وقُتل كلا الرجلين المسلحين اللذين تم التعرف عليهما وهما: إبراهيم محمد حماد (22 عاماً) وفيصل أبو نقيرة (26 عاماً)، حسبما ورد من مخيم رفح للاجئين. قام قناص متمركز في مكان قريب بقتل أحد الرجال والجنود الذين أرسلوا إلى الموقع بتوجيه الاتهام للمهاجم الآخر وأطلق النار عليه، كما أصيب جنديان من لواء غيفعاتي كانوا في سيارة خلف سيارة هاتويل خلال المعركة، تم تفجير عبوة ناسفة بالقرب من موقع الهجوم لكنها لم تسفر عن أي إصابات. أعلنت لجان المقاومة الشعبية والجهاد الإسلامي مسؤوليتهما عن الهجوم قائلين إنه تم تنفيذه انتقاما لاغتيالات قادة حماس الشيخ أحمد ياسين وعبد العزيز الرنتيسي من قبل الجيش الإسرائيلي في وقت سابق من العام نفسه، وتم وصفها بأنها «عملية بطولية».

### القتلى
| - تالي هاتويل، 34 عامًا (ثمانية أشهر حامل) - هيلا هاتويل، 11 - هدار هاتويل، 9 | - روني هاتويل، 7 - ميراف هاتويل، 2 |

## بعد الحادث
كانت تالي هاتويل وأولادها أول المستوطنين في غزة الذين قتلوا منذ عام 2002 والهجوم «أثار التوتر الشديد في غزة». وبذلك ارتفع عدد القتلى في الانتفاضة الثانية إلى 3958 في ذلك الوقت، 905 إسرائيلي و2993 فلسطينياً.
في أعقاب الهجوم أطلقت المروحيات الإسرائيلية ثلاثة صواريخ على مبنى برجي في حي الرمال في مدينة غزة كان يضم محطة إذاعية لها صلات بحماس زعم الجيش الإسرائيلي أنها تبث «تحريضًا». وقد أدى الهجوم الإرهابي على المبنى الذي تضمن أيضًا شققًا تجارية وصحيفتين فلسطينيتين رئيسيتين هما «الأيام والقدس» إلى انهيار جزء من السقف وقطع الكهرباء عن المبنى وجرح سبعة أشخاص. وبعد ساعات أسفرت غارة جوية إسرائيلية عن مقتل أربعة أشخاص في سيارة في مدينة نابلس بالضفة الغربية وصفتهم مصادر فلسطينية بأنهم أعضاء في كتائب شهداء الأقصى. ووصفهم جيش الدفاع الصهيوني بأنهم «إرهابيون كبار» كانوا مسؤولين عن عدة هجمات ضد المدنيين والجنود الإسرائيليين.
في 9 مايو 2004، أي بعد أسبوع من الهجوم، أطلق مسلحان يرتديان ملابس نسائية النار على حوالي 200 إلى 300 شخص كانوا يحضرون مراسم تذكارية على طريق كيسوفيم في جنوب قطاع غزة لأجل تالي هاتويل وبناتها. كان المشيعين يتسترون خلف المركبات خلال تبادل إطلاق النار لمدة 20 إلى 30 دقيقة، فتح المسلحون النار على الحاضرين من مسافة 300 متر، لم يكن ديفيد هاتويل حاضراً بعد أن أوقفه الجنود على الطريق بمجرد بدء إطلاق النار. لم يصب أي إسرائيلي في الهجوم. تم العثور على جثة أحد المسلحين الذين قتلتهم القوات الإسرائيلية بعد تفتيش المنطقة. أعلنت حركة الجهاد الإسلامي مسؤوليتها عن الهجوم. وبعد الهجوم قال رئيس المجلس الإقليمي لساحل غزة: «يحتاج الجيش الإسرائيلي إلى فتح ممر طوله كيلومتر واحد على جانبي الطريق». وكان المستوطنون في المنطقة قد اشتكوا من أن الجيش الإسرائيلي لم يهدم المنازل الفلسطينية بجانب طريق كيسوفيم حيث وقع الهجوم.
في اليوم التالي في 10 مايو 2004 قتلت قوات الجيش الإسرائيلي بالرصاص فلسطينياً يبلغ من العمر 22 عاماً عندما قامت الجرافات الإسرائيلية بهدم صف من المنازل وهدم مبنى مكون من أربعة طوابق في مخيم خان يونس للاجئين على بعد بضع مئات من الأمتار من موقع الهجوم، وأفادت مصادر فلسطينية ومنظمات إغاثة دولية ومصادر إعلامية بشكل مختلف أن 75 فلسطينيًا أو 50 عائلة قد أصبحوا بلا مأوى جراء هذا الإجراء. بحلول 10 مايو وفقًا لوكالة الأمم المتحدة لإغاثة وتشغيل اللاجئين الفلسطينيين أصبح 1100 فلسطيني بلا مأوى بسبب الغارات العسكرية الإسرائيلية الجائرة في غزة فيما وصفوه بـ «واحدة من أكثر فترات التدمير الشديدة منذ سنوات» و«العقاب الجماعي غير القانوني» لمقتل تالي هاتويل وأطفالها، ووصف الجيش الإسرائيلي الأرقام بأنها «مبالغ فيها للغاية» وقالوا أنهم هدموا فقط المباني التي تأكدوا أنها استخدمت من قبل النشطاء لمهاجمة أهداف إسرائيلية.
قرب نهاية شهر مايو خلال عملية قوس قزح، قام الجيش الإسرائيلي بهدم مبنى عبر الشارع من منزل إبراهيم حماد، أحد منفذي الهجوم على عائلة هاتويل. وحسب أحد الجيران كان السكان قد غادروا المنطقة بالفعل على افتراض أن منزل حماد سيتم هدمه. وطبقاً لـ هيومن رايتس ووتش لم يتعرض منزل حماد للأذى، لكن المنزل المقابل للشارع محمود أبو عرب تم تجريفه بدلاً من ذلك. قدمت شركة أبو عرب مطالبة بالتعويض من السلطات الإسرائيلية.
في 25 سبتمبر 2005 قتل سلاح الجو الإسرائيلي منظم الهجوم الشيخ خليل في عملية اغتيال مستهدفة، وصفته حركة الجهاد الإسلامي بأنه واحد من «أكبر القادة في فلسطين». وتوفي خليل الذي نجا من عدة محاولات اغتيال سابقة، عندما أطلقت طائرة هليكوبتر حربية إسرائيلية صاروخاً على سيارته في قطاع غزة، وقتل نائبه وأصيب أربعة آخرون، وصرح المسؤولون الإسرائيليون أن خليل قد نفذ العديد من الهجمات على الإسرائيليين.
في 6 يونيو 2007 اعتقل الجيش الإسرائيلي جهاد صلاح سليمان أبو ضاهر أحد أعضاء الجهاد الإسلامي من منطقة خان يونس، وصرح مسؤولو «شاباك» انه متورط في أعمال عنف، بما في ذلك مقتل هاتويل. وبحسب ما ورد اعترف أبو ضاهر بإجراء مراقبة لموقع الهجوم ودوريات الجيش المحتل في الأسابيع التي سبقت العملية.

## ردود الفعل
أدان أرييل شارون رئيس وزراء إسرائيل الهجوم باعتباره «جريمة وحشية ضد المدنيين والأطفال». وفي دمشق قال رمضان شلح قائد حركة الجهاد الإسلامي في فلسطين إن قتل النساء والأطفال الإسرائيليين مسموح به «لأنهم قرروا العودة باختيارهم إلى منطقة الحرب». وقد أدانت منظمة العفو الدولية هذا الهجوم بشدة باعتباره هجومًا متعمدًا على المدنيين وبالتالي جريمة ضد الإنسانية كما أدانها نظام روما الأساسي للمحكمة الجنائية الدولية. وأدان المفوض العام لوكالة الأمم المتحدة للاجئين الفلسطينيين (الأونروا) مقتل تالي هاتويل وأطفالها، لكنه اتهم السلطات الإسرائيلية بتنفيذ عمليات هدم انتقامية للمنازل الفلسطينية في بعض المناطق باعتبارها شكلاً من أشكال العقاب الجماعي المحظور بموجب القانون الدولي.

## في ذكرى الحادثة
حضر الجنازة التي أقيمت في عسقلان في نفس اليوم الذي وقع فيه الهجوم آلاف الصهاينة والمشيعين بمن فيهم موشيه كتساب، ورئيس إسرائيل في ذلك الوقت. في 16 يونيو 2004 منحت جامعة بن غوريون في النقب تالي هاتويل درجة الماجستير في الآداب في العمل الاجتماعي بعد وفاتها، ومنحت زوجها درجة الماجستير في الآداب في الفلسفة اليهودية. في 25 يوليو 2004، حصل زوج هاتويل ديفيد على مكان بارز بالقرب من الحائط الغربي في السلسلة البشرية من قطاع غزة إلى القدس احتجاجًا على انسحاب إسرائيل من غزة شارك فيه أكثر من 130,000 إسرائيلي مستوطن.
في 22 أغسطس 2005 وهو اليوم الذي تم فيه إخلاء قطيف، خاطب ديفيد هاتويل المستوطنين، ووصف ذلك اليوم بأنه يوم الدمار والطرد، وفي ديسمبر من نفس العام، تزوج من ليمور شيم توف قائلاً: «لدي خياران، إما أن انهار أو أن أستمر في المعيشة. لقد اخترت الحياة! منزلي الجديد هو إضافة وليس بديلاً عن المنزل الذي تم تدميره. أنا مثل شجرة قطعت أغصانها والآن تنمو مرة أخرى.».